# Роша, Сержиу да
Сержиу да Роша (порт. Sérgio da Rocha; род. 21 октября 1959, Добрада, Бразилия) — бразильский кардинал. Титулярный епископ Альбы Нумидийской и вспомогательный епископ архиепархии Форталезы с 13 июня 2001 по 31 января 2007. Коадъютор, с правом наследования, архиепархии Терезины с 31 января 2007 по 3 сентября 2008. Архиепископ Терезины с 3 сентября 2008 по 15 июня 2011. Архиепископ Бразилии с 15 июня 2011 по 11 марта 2020. Архиепископ Сан-Салвадора-да-Байя и примас Бразилии с 11 марта 2020. Кардинал-священник с титулом церкви Санта-Кроче-ин-виа-Фламиния с 19 ноября 2016.